# Rodeo
Rodeo (udtale: [ˈroʊdiːoʊ]? eller [roʊˈdeɪ.oʊ]?) er en konkurrencepræget sportsgren, som opstod fra arbejdsrutinerne omkring kvægdrivning i Spanien, Mexico og senere i USA, Canada, Sydamerika og Australien. Det var baseret på de færdigheder, der kræves af den arbejdende vaquero og senere cowboy, i hvad der i dag er det vestlige USA, det vestlige Canada og det nordlige Mexico. I dag er det en sportsbegivenhed, der består af begivenheder, der involverer heste og andre dyr, der er udformet til at teste færdigheder og hastigheden af den menneskelige cowboy og cowgirl, der deltager og som støttes af en eller flere hjælpere og tyrekæmpere. Professionel rodeo omfatter generelt følgende discipliner: tie-down roping, team roping, steer wrestling, saddle bronc riding, bareback bronc-riding, bull riding og barrel racing.